# Antimoniuro

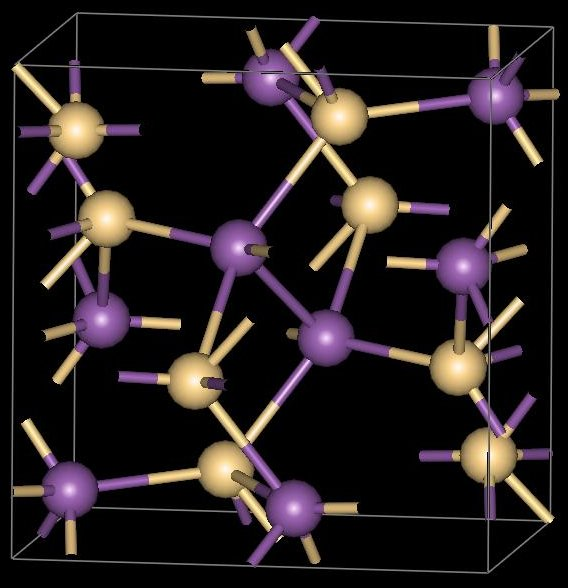
Estructura cristalina del antimoniuro de zinc, ZnSb

Los antimoniuros son compuestos de antimonio combinados con elementos muy electropositivos, generalmente metálicos, como el indio, aunque también puede combinarse con otros no metálicos, como el calcio y el hidrógeno. El ion antimoniuro es Sb3-. El antimoniuro de galio se utiliza para construir células fotovoltaicas, y el de magnesio para la construcción de baterías